# يومي أسو
يومي أسو (باليابانية: 麻生 祐未) هي ممثلة يابانية، ولدت في 15 أغسطس 1963 بأوساكا في اليابان.

## وصلات خارجية
- يومي أسو على موقع IMDb (الإنجليزية)
- يومي أسو على موقع ألو سيني (الفرنسية)
- يومي أسو على موقع ميوزك برينز (الإنجليزية)
- يومي أسو على موقع أول موفي (الإنجليزية)
- يومي أسو على موقع ديسكوغز (الإنجليزية)
- يومي أسو على موقع قاعدة بيانات الفيلم (الإنجليزية)
- يومي أسو على موقع كينوبويسك (الروسية)